# Prosotera
Prosotera là một chi bướm đêm thuộc họ Geometridae.